# Elisabeth Rank

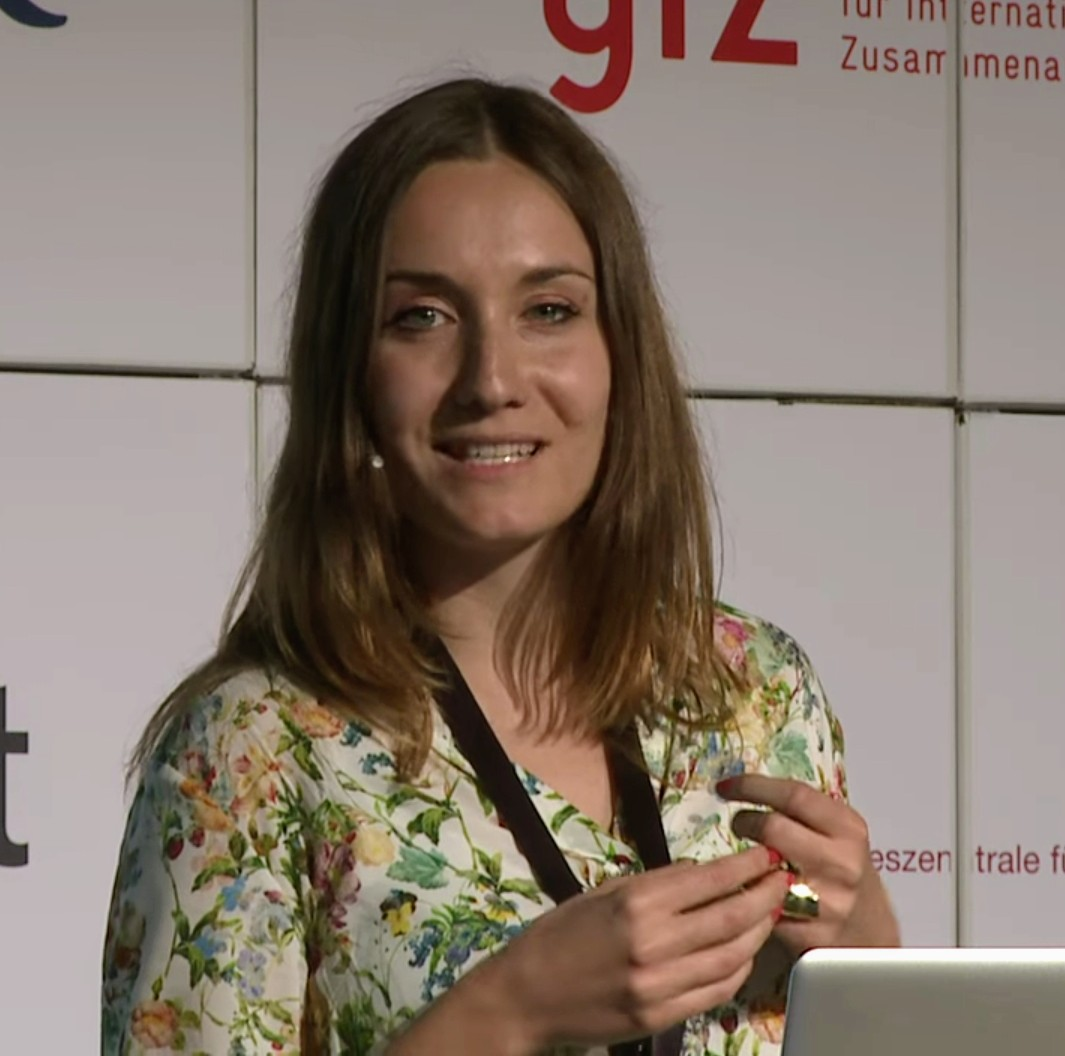
Elisabeth Rank (2013)

Elisabeth Rank (auch Lisa Rank; * 1984 in Ost-Berlin) ist eine deutsche Schriftstellerin, Bloggerin und Podcast-Produzentin.

## Leben
Elisabeth Rank wuchs in Berlin auf und studierte an der FU Berlin Publizistik, Kommunikationswissenschaft und Europäische Ethnologie. Sie veröffentlichte Texte unter anderem bei der Internetplattform jetzt.de der Süddeutschen Zeitung, in der tageszeitung, in verschiedenen Social-Media-Plattformen und in ihrem Blog. 2010 erschien ihr Romandebüt Und im Zweifel für dich selbst bei Suhrkamp Nova. Ihr zweiter Roman Bist du noch wach? erschien 2013 im Berlin Verlag. Rank lebt als freie Autorin und Konzepterin in Berlin. Sie ist für Audible als Podcast-Produzentin (Executive Producer Original Non-Fiction Content EU) tätig.

## Werke

### Bücher
- Und im Zweifel für dich selbst, Roman, Suhrkamp Nova, Berlin 2010, ISBN 978-3-518-46143-3
- Bist du noch wach?, Roman, Berlin Verlag, Berlin 2013, ISBN 978-3-8270-1095-7

### Beiträge in Anthologien
- Texte aus jetzt.de, in: Blogs! Text und Form im Internet, Schwarzkopf & Schwarzkopf, Berlin 2004, ISBN 3-89602-600-3
- Emma & Jonas, in: sprach:RAUSCH. Eine Anthologie, Torsten Woywod Verlag, Bestwig 2006, ISBN 3-00-018236-5
- In einem von vielen, in: Karsten Kredel, Jörn Morisse (Hrsg.): The Gold Collection. Neue Weihnachtsgeschichten, Suhrkamp, Frankfurt 2007, ISBN 978-3-518-45912-6
- Generation to go, in: Sebastian Sooth (Hrsg.): Der 100.000 Euro Job. Nützliche und neue Ansichten zur Arbeit, Verbrecher Verlag, Berlin 2008, ISBN 978-3-940426-00-0
- Altlicht, in: Jörn Morisse, Stefan Rehberger (Hrsg.): Saturday Night, Piper, München und Zürich 2009, ISBN 978-3-492-25313-0
- Im Rausch von Taipeh. Lost in Taiwan, in: Katja Hentschel (Hrsg.): In High Heels um die Welt. 20 Weltenbummlerinnen erzählen von ihren aufregendsten, schönsten und skurrilsten Abenteuern – Ein Travelettes-Buch. Schwarzkopf & Schwarzkopf, Berlin 2012, ISBN 978-3-86265-110-8, S. 241–248